# Região Geográfica Imediata de Ourinhos
A Região Geográfica Imediata de Ourinhos é uma das 53 regiões imediatas do estado brasileiro de São Paulo, uma das cinco regiões imediatas que compõem a Região Geográfica Intermediária de Marília e uma das 509 regiões imediatas no Brasil, criadas pelo IBGE em 2017.
É composta por 11 municípios, tendo uma população estimada pelo IBGE para 1.º de julho de 2017, de 236 154 habitantes e uma área total de 3 655,234 km².

## Municípios
Fonte: IBGE – Cidades
| Município               | População Estimada (2017) | Área (km²) |
| ----------------------- | ------------------------- | ---------- |
| Bernardino de Campos    | 11 180                    | 244.158    |
| Canitar                 | 5 025                     | 57.459     |
| Chavantes               | 12 487                    | 188.732    |
| Espírito Santo do Turvo | 4 713                     | 193.666    |
| Ibirarema               | 7 540                     | 228.23     |
| Ipaussu                 | 14 766                    | 209.554    |
| Ourinhos                | 111 813                   | 295.818    |
| Ribeirão do Sul         | 4 571                     | 203.208    |
| Salto Grande            | 9 287                     | 188.441    |
| Santa Cruz do Rio Pardo | 47 148                    | 1114.747   |
| São Pedro do Turvo      | 7 624                     | 731.221    |
| Total                   | 236 154                   | 244,158    |